# キスカ島撤退作戦
キスカ島撤退作戦（キスカとうてったいさくせん）は、第二次世界大戦中の1943年（昭和18年）5月27日から7月29日に行われた、日本軍のキスカ島（アメリカ合衆国アラスカ準州アリューシャン列島内）からの守備隊撤収作戦のことである。
正式名称はケ号作戦。北方部隊指揮官河瀬四郎第五艦隊司令長官が総指揮を取った。
- 第一期撤収作戦は、5月下旬から潜水艦による作戦が実施された。しかし成果の割には損害が多く、また効率も悪かったため6月下旬をもって打ち切られ[1]、水上艦艇による撤退作戦に切り替えることとなった[2]。

- 第二期撤収作戦は、第一水雷戦隊司令官木村昌福少将が収容部隊を指揮した。同艦隊がキスカ島を包囲していた連合軍に全く気づかれず日本軍が無傷で守備隊全員の撤収に見事に成功したことから「奇跡の作戦」と呼ばれる。

## 背景

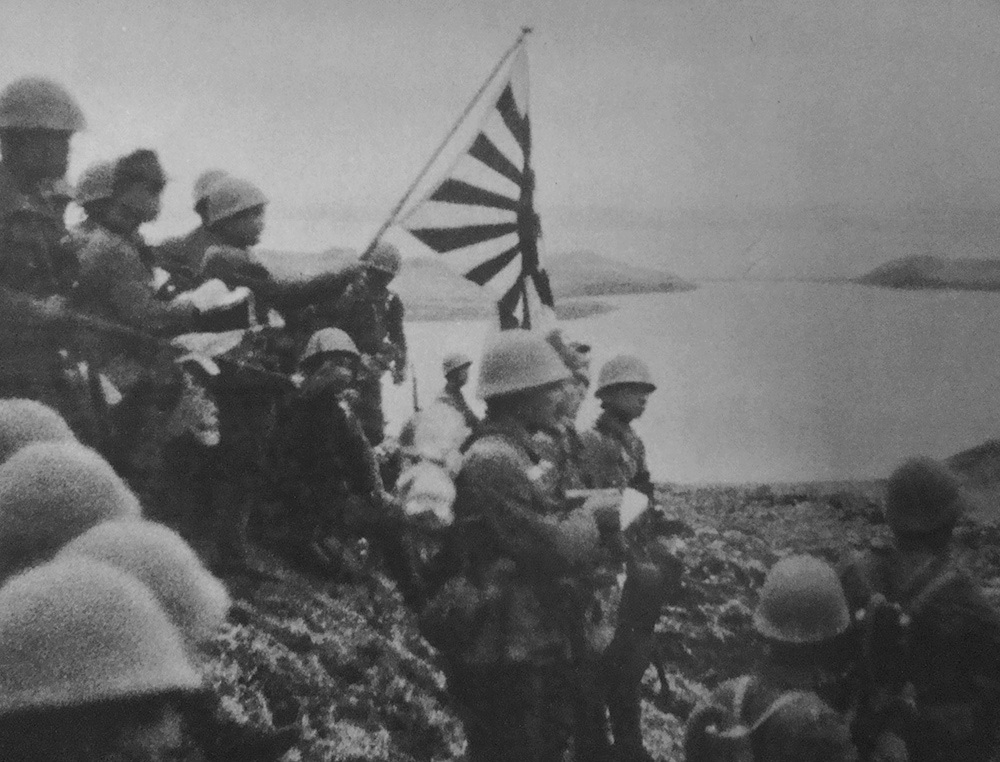
1942年6月6日、キスカは日本軍に占領された。同島で旭日旗を掲げる海軍陸戦隊の将兵

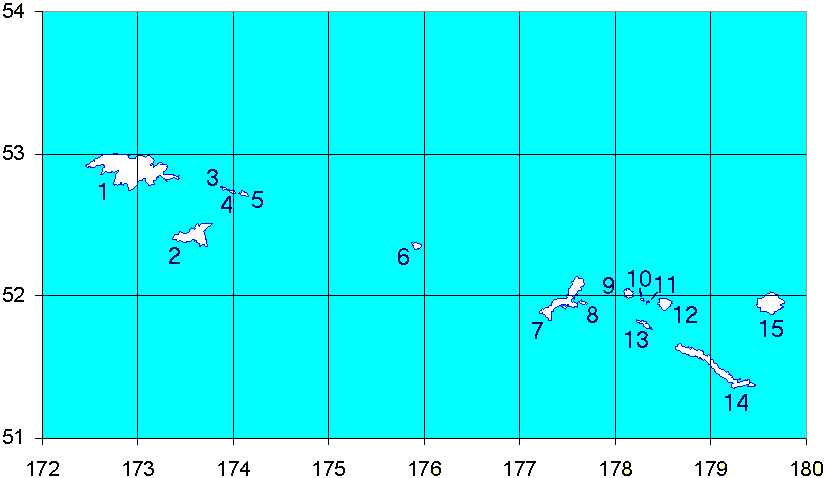
西アリーシャン列島の地図（1.アッツ島 7.キスカ島 14.アムチトカ島）

1942年（昭和17年）6月上旬のミッドウェー作戦における支作戦として行われたアッツ島攻略作戦により、キスカ島は日本軍の支配下に置かれた。
ここに日本軍の拠点があることはアメリカ本土への脅威になった。さらにアッツ島とキスカ島がアメリカの領土であり、ここを日本軍に占領されたままでいることは、劣勢であったアメリカ国民の士気にかかわることであった。
アメリカ軍は反攻作戦を開始すると南方と共にこの方面も優先的に攻略を始めた。一方で日本軍は最初この地域を余り重視せず、申し訳程度の守備隊と偵察機部隊しか配置しなかった。しかし、アメリカ軍の空襲及び日本輸送船への攻撃は激しく、守備兵力の増強に迫られた日本軍は兵力の増強と飛行場の建設に乗り出した。だがアッツ島沖海戦を代表とするアメリカ軍の阻止攻撃に遭い上手くいかず、アッツ島・キスカ島とも飛行場完成前に連合軍の本格的反攻に晒された。
1943年（昭和18年）5月12日、アメリカ軍はアッツ島に上陸、攻略作戦を本格化させた（アッツ島の戦い）。兵力差はアメリカ軍の11,000人に対して日本軍は2,650人と4分の1で、補給も増援も見込めなかった。日本軍は必死の抵抗を続けたが、5月29日-30日、司令官山崎保代陸軍大佐以下残存兵約300名の決死突撃（バンザイ突撃）により日本軍守備隊は玉砕した。
これによりアッツ島は陥落し、キスカ島にいる守備隊（陸海軍あわせて6,000名余）は完全に孤立してしまった。
キスカ島守備隊がアッツ島守備隊より多いのは、キスカ島のほうがアメリカ本土に近いために先に攻略してくるのはこちらだろうと日本軍が読んで、兵力を重点配置したためである。しかし、アッツ島が陥落した状態ではアッツ島とアメリカ軍飛行場のあったアムチトカ島に挟まれ、制海・制空権を完全にアメリカ軍に握られた戦域に孤立無援となっていた。日本軍守備隊は、退くに退けず、待つのは死か降伏かという状態になってしまった。
- キスカ島守備隊
  - 陸軍北海守備隊司令官 峯木十一郎少将（陸士28期）2,700名
    - 陸軍北方軍司令官  樋口季一郎中将（陸士21期） 麾下

  - 海軍五十一根拠地隊司令官 秋山勝三少将（海兵40期）2,800名

大本営でもこの状況は把握していたが、アッツ島にアメリカ軍が上陸した時点で増援を送ることは地理的にも兵力的にもほぼ不可能に近かった。アッツ島守備隊が戦っていた5月21日、大本営はアリューシャン方面の放棄を決定した。まだ敵軍が上陸していなかったキスカ島は守備隊を撤退させることになった。アッツ島も守備隊の撤退が提案はされたが、陸海軍間で調整がつかず結局海軍の反対で断念、代わりにキスカ島の守備隊撤退に重点を絞って作戦計画が練られることとなった。
作戦名は「ケ」号作戦であった（「ケ」は「乾坤一擲」を意味する）。

## 第一期作戦

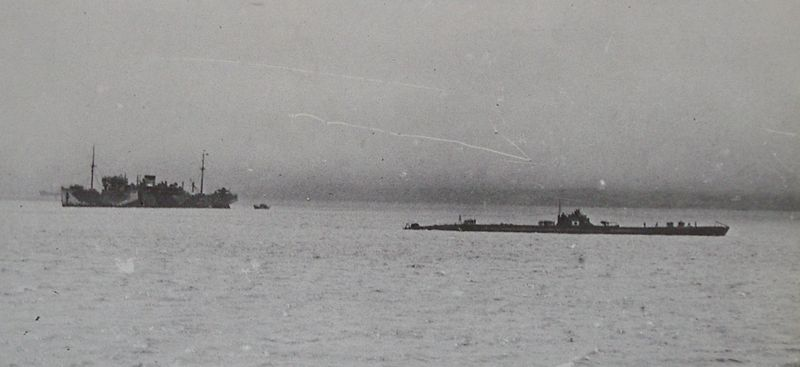
1943年6月、幌筵沖に停泊する特設潜水母艦平安丸と伊号第171潜水艦

撤退作戦においては本来、ガダルカナル島撤収作戦のように駆逐艦などの高速、軽艦艇により夜陰に乗じて撤退を行うのが最も効率のよい方法であったが、水上艦隊による撤退作戦に日本海軍は消極的だった。最前線での輸送、撤退任務に駆逐艦を投入すればソロモン戦の二の舞となりかねず、またソロモン方面の戦いで海軍は駆逐艦のかなりの数を失っており、これ以上駆逐艦を損耗させることは避けたかったためである。そこで、潜水艦による守備隊への補給及び撤退作戦を立案してこれを実行した。
アッツ島玉砕前の5月21日、日本海軍と日本陸軍は陸海軍中央協定を結ぶ（大海指第246号）。この中で「熱田島（アッツ島）守備部隊ハ好機潜水艦ニ依リ収容スルニ努ム」「鳴神島（キスカ島）守備部隊ハ成ルベク速ニ主トシテ潜水艦ニ依リ逐次撤収スルニ努ム 尚海霧ノ状況、敵情等ヲ見極メタル上状況ニ依リ輸送船、駆逐艦ヲ併用スルコトアリ」と指示した。
5月29日、連合艦隊司令長官古賀峯一大将は電令作第580号によって機動部隊の北方作戦参加をとりやめ、北方部隊と第二基地航空部隊（新編の第十二航空艦隊）により陸軍と協同し、「ケ」号作戦（キスカ島撤退作戦）を開始するよう下令した。この中で第19潜水隊と伊155号潜水艦を北方部隊の指揮下に入れた。
5月30日、北方部隊指揮官（第五艦隊司令長官）は機密北方部隊命令作第12号により、「ケ」号作戦実施要領を発令した。参加兵力は第一潜水戦隊（司令官：古宇田武郎少将）の潜水艦15隻であった。特設潜水母艦平安丸座乗の古宇田司令官は5月27日（アッツ玉砕2日前）に横須賀を出発し、6月2日に幌筵へ進出、北方部隊潜水部隊の指揮を執った。北方部隊潜水艦全15隻（第一潜水戦隊〈伊9、伊21、伊24〉、第7潜水隊〈伊2、伊7〉、第12潜水隊〈伊169、伊171、伊175〉、第19潜水隊〈伊156、伊157〉、伊31、伊34、伊35、伊36、伊155）のうち伊31潜水艦は消息不明であり（5月12日にキスカ輸送成功、帰路の5月14日にアッツ島近海で沈没）、伊35は損傷のため呉に帰投したため、実際に参加した潜水艦は13隻である
アッツ島玉砕2日前の5月27日、伊7潜水艦はキスカ港に入泊して60名を収容し、帰途についた。「ケ」号作戦（キスカ島撤退作戦）は伊7の輸送をもって、事実上はじまった。6月10日時点のキスカ島所在人員は、陸軍2,429名（うち軍属9名）、海軍3,210名（うち軍属1,160名）、合計5,639名（うち軍属1,169名）であった。
当初、潜水艦による撤退作戦は敵制空権下で苦労しつつ行われていたが、米軍駆逐艦やパトロール艇が哨戒活動を開始すると、レーダーに捕捉され霧中より砲撃される事例が出てきた。6月11日には、伊24（6月13日キスカ到着予定）がPC487号により撃沈された。6月15日（13日とも）、伊9（6月14日キスカ到着予定）は駆逐艦フレイジャーによって撃沈された。
6月17日、潜水部隊指揮官（古宇田司令官）は北方部隊潜水部隊電令作第45号（17日2130）をもって、キスカ周辺で行動中の潜水艦に一時待機を命じた。
6月18日、潜水部隊指揮官は北方部隊潜水部隊電令作第49号（18日2325）により、伊7・伊169・伊36・伊34によるキスカ突入を命じた。
6月21日、第7潜水隊司令玉木留次郎大佐座乗の伊7潜は駆逐艦モナハンに捕捉されて損傷する（司令、潜水艦長戦死）。応急修理に努めたが翌22日に再びモナハンに捕捉され、キスカ島南水道二子岩に擱座して放棄された（30日、爆破処理）。
6月22日、潜水部隊指揮官は北方部隊潜水部隊電令作第55号（21日1945）により、伊34・伊169・伊171の幌筵帰投と、伊36の自主判断を命じた（伊36も幌筵帰投）。
6月23日、北方部隊指揮官（第五艦隊司令長官）は潜水艦輸送作戦の中止を発令し、ここに第一期「ケ」号作戦は終わった。
- 第一期作戦成果（戦史叢書・潜水艦史より引用。括弧内は太平洋戦争海軍作戦第9巻による）[18]
  - 撤収人員：海軍308名（299名）、陸軍58名（55名）、軍属506名（466名）、計872名（820名）
  - キスカ島揚陸物件：兵器弾薬125トン、糧食106トン、計231トン

上記のように潜水艦撤退輸送により、傷病兵等約800名が後送され、また弾薬125トン・糧食100トンの守備隊への輸送に成功した。しかしレーダーを始めとするアメリカ軍の哨戒網は厳重であり、この作戦により潜水艦は次々に損傷し、また3隻（伊7、伊9、伊24）を喪失した。潜水艦の損害は、昭和天皇を懸念させた。

## 第二期作戦

### 作戦準備
潜水艦による撤退作戦が不調に終わったために立案された水雷戦隊による撤退作戦ではあったが、正面から堂々と作戦を行っていたのではキスカ島近辺で警戒任務に当たっているアメリカ艦隊との戦闘は避けられない。そこでこの地方特有の濃霧に紛れて高速でキスカ湾に突入、素早く守備隊を収容した後に離脱を図る、という計画が立てられた。
6月24日、北方部隊指揮官（第五艦隊司令長官）は、機密北方部隊命令作第15号により「ケ」号作戦第二期作戦の実施を下令した。6月28日、軍隊区分等を発令した。
この作戦の成否を決める要素は2つあった。
- 視界ゼロに近い濃霧がキスカ島近辺に発生していること。
- 日本艦隊に電探及び逆探を装備した艦艇がいること。

まず第一の要素の天候であるがこれは濃霧が発生していれば空襲を受けずに済むからであった。キスカ島のすぐ東側のアムチトカ島には先述したようにアメリカ軍の航空基地があり、B-25などの爆撃機がいたために上空援護のない撤退部隊が空襲を受ければ全滅もあり得た。しかし、この当時濃霧の中で空襲をかけられる航空機は世界中どこを探してもなかった。このキスカ島の天候状況は撤収部隊の死命を制するといっていい。そこで第一次作戦に参加した潜水艦の中から数隻を抽出して撤収部隊に先行させてキスカ島近海に配備し、この地域の気象情報を通報させることとなった。
次に、日本艦隊には当時まだ巡洋艦・駆逐艦クラスで電探を装備した艦はほとんどなかった。第一期作戦での失敗も潜水艦が濃霧の中を浮上航行していたところを敵艦にレーダーで発見され、レーダー射撃を受けて撃沈されたり損傷したりしたためであった。第一の条件である濃霧は敵の空襲から日本艦隊を守ってはくれるが、同時に日本軍の長所である肉眼による見張り能力を奪う。これを補うために逆探と電探を必要としたのである。これに関しては実行部隊である第一水雷戦隊（一水戦）の司令官に着任したばかりの木村昌福少将から特に要望が出され、これを受けた連合艦隊は就役したばかりの新鋭高速駆逐艦島風を配備する。島風は就役当時から二二号電探と三式超短波受信機（逆探）を搭載しており、配備を聞いた実施部隊は大喜びであったという。また木曾艦長の提案により、仮に肉眼でアメリカ軍に発見されたとしても、アメリカ艦と誤認するように阿武隈、木曾の3本煙突の1本を白く塗りつぶして二本煙突に見えるようにしたり、駆逐艦に偽装煙突をつけたりと各艦とも偽装工作を万全にしての出撃であった。
さらに他の部隊から駆逐艦6〜10隻の借用の要望が木村昌福少将から出され、第10駆逐隊などが掻き集められた。
視界ゼロの霧中でも単縦陣で艦隊行動が取れるように、各艦は霧中浮標を装備していた。これは艦尾よりワイヤーで浮標を曳航し後続艦が前続艦のそれを自艦艦首付近に寄せることで一定の距離を保つものだった。
一方で内地における燃料事情は逼迫しており、第二期作戦開始の時点で現地の第五艦隊は撤退作戦に使用できる重油が二回分しか確保できなかった。
第五艦隊の河瀬四郎長官は重巡洋艦二隻（那智、摩耶）を率いて警戒に当たると言い出したが、木村少将は上記の燃料事情に加えて「ただでさえ少ない駆逐艦を重巡洋艦の護衛にさかなければならなくなるので来なくてよい」と断った。だが結局支援のため、7月10日19時に幌筵から北方部隊主隊（重巡洋艦〈那智、摩耶〉、軽巡洋艦〈多摩〉、駆逐艦〈野風、波風〉）が出撃した。

### 出撃、そして反転、帰投
こうしてキスカ島守備隊撤退作戦「ケ」号作戦は1943年（昭和18年）6月28日発動された。まずアリューシャン群島の敵情偵察・気象通報に従事する北方部隊潜水艦部隊が幌筵を出撃した。潜水部隊（第一潜水戦隊旗艦、平安丸）の編成は第一期作戦から若干変化し、潜水艦11隻（第7潜水隊〈伊2、伊5、伊6〉、第12潜水隊〈伊169、伊171、伊175〉、伊21、伊34、伊36、呂104、呂105）であった。潜水部隊の戦闘序列は以下の通り。
- 兵力部署（機密北方部隊潜水部隊命令作第二号）[25]
  - 監視隊：直率 伊2、伊171、伊175
  - 哨戒隊：直率 呂104、呂105
  - 第一邀撃隊：第7潜水隊司令 伊5、伊6
  - 第二邀撃隊：先任潜水艦長 伊34、伊36
  - 第三邀撃隊：第12潜水隊司令 伊21、伊169

水上部隊は7月7日19時30分に幌筵を出撃した。この部隊の目的はあくまでも"味方守備隊の撤退を隠密裏に行う"というものであったため、アメリカ軍部隊との接触は極力避けるのが方針であった。しかし、万が一にも敵と遭遇した場合に備えて、夜戦の用意も行っていた。
- 戦闘序列[26]
  - 巡洋艦部隊：阿武隈、木曾
  - 収容駆逐隊：第十駆逐隊（夕雲、風雲、秋雲）、第九駆逐隊（朝雲、薄雲）、響（第六駆逐隊所属）
  - 警戒駆逐隊：島風、五月雨（第二七駆逐隊所属）、長波（第三十一駆逐隊所属）、第二十一駆逐隊（若葉、初霜）
  - 補給隊：日本丸、国後
  - 応急収容隊：粟田丸

第一水雷戦隊の駆逐艦は第九駆逐隊と第二十一駆逐隊のそれのみであり、残りは第十一水雷戦隊や連合艦隊（第二艦隊、第三艦隊）など、他の部隊の借り物だった。
7月10日、アムチトカ島500海里圏外で集結した撤収部隊は一路キスカ島へ向かった。計画では12日が"X日"つまり撤収決行日であった。だがキスカ島に近づくにつれ、霧が晴れてきたため突入を断念、一旦反転して予定日を繰り下げて決行日を13日とした。ところがこの13日も霧が晴れ、翌14、15日と決行したが全て途中で霧が晴れてしまい、突入を断念せざるを得なかった。この慎重にも慎重を期した行動は木村少将自身がこの年の3月初旬に参加した第八十一号作戦（ビスマルク海海戦）の敵空襲を受けた経験から来ていると言われる。上空援護のない状態での空襲は水雷戦隊にとって致命的だということを、木村少将は嫌というほど知っていたのである。
ここに来て、燃料の残量も少なくなってきたことから木村少将は15日午前8時20分、一旦突入を諦め幌筵へ帰投命令を発した。「帰れば、また来られるからな」と言い残しての命令だったといわれる。こうして撤収部隊は18日に一旦幌筵へ帰投した。出撃していた那智以下北方部隊主隊は15日に幌筵に帰投していた。

### 再出撃
7月15日の作戦中止により、手ぶらで根拠地に帰ってきた木村少将への批判は凄まじく、直属の上官である第5艦隊司令部のみならず、果ては連合艦隊司令部、更に大本営から「何故、突入しなかった」、「今すぐ作戦を再開しキスカ湾へ突入せよ」など轟々たる非難を浴びることとなった。ちょうどソロモン方面では6月30日よりニュージョージア島の戦いが生起して、7月6日のクラ湾夜戦と7月12日のコロンバンガラ島沖海戦で、それぞれ第三水雷戦隊司令官秋山輝男少将と第二水雷戦隊司令官伊崎俊二少将が指揮官先頭・率先垂範の規範により旗艦（クラ湾夜戦では秋月型駆逐艦新月、コロンバンガラ島沖海戦では軽巡神通）もろとも戦死した直後であった。
この批判は、突入しなかった木村少将の態度から来たものだけではなく、8月になればこの方面の霧が晴れ始めてアメリカ軍の上陸作戦が確実に行われると予想されたこと（つまり、撤収作戦がほぼ不可能になる）、更にこの地域に備蓄していた重油が払底し始めており作戦は後一度きりしか行えないという焦りから来たものでもあった。
しかし、木村少将はこの批判を意に介せず、阿武隈の舷側から釣りをしながら濃霧が発生するのをじっと待った。撤収部隊の各艦は木村少将の判断は当然だと思っており、帰港後に上記の批判を見て驚いたという。
7月22日、幌筵の気象台が「7月25日以降、キスカ島周辺に確実に霧が発生する」との予報を出した。同日夜、撤収部隊は幌筵を再出撃した。ただし、この出撃に際して「督戦のため」と称して第五艦隊司令長官河瀬四郎中将以下第五艦隊司令部が多摩（艦長神重徳大佐）に座乗、実行部隊に同行した。Z日（決行日）0830まで同行する。当初は第五艦隊旗艦那智で参加予定であったが、燃料不足により多摩（神重徳大佐）での出撃となった。
もし敵艦隊に遭遇した場合は多摩が電信を打って敵艦隊を引きつける手筈であった。
- 戦闘序列[36][37]
  - 主隊：多摩
  - 巡洋艦部隊：阿武隈、木曾
  - 収容駆逐隊：第十駆逐隊（夕雲、風雲、秋雲）、第九駆逐隊（朝雲、薄雲）、響
  - 第一警戒隊：第二十一駆逐隊（若葉、初霜）、長波
  - 第二警戒隊：島風、五月雨
  - 補給隊：日本丸、国後

この時の作戦では、艦隊はカムチャツカ半島先端の占守島から北太平洋を一挙に南下、そこからアッツ島南方海上まで東に進路を取り、そこで天候を待った後に機を見てキスカ湾へ北東に進路をとり高速で突入、守備隊を迅速に収容した後に再びアッツ島南方海域まで全速で離脱しその後幌筵に帰投する、というルートで行われた。第二期第一次作戦と同様に、北方部隊潜水部隊が哨戒や偵察を担当する。さらに伊2潜水艦は、機を見てアムチトカ島の米軍コンスタンチン飛行場を砲撃するよう命じられていた。
だが7月22日の幌筵出港時から濃霧が発生しており、各艦バラバラでの進撃となってしまった。このため何度か「阿武隈」が高角砲を発砲し音で位置を知らせた。7月25日には国後を除くほとんどの艦艇が集結したものの、翌26日には霧中標的すら見えぬ濃霧の中を航行中に行方不明だった国後が突如阿武隈の左舷方向に出現。避ける間もなく国後は阿武隈の左舷中部に衝突、混乱で初霜の艦首が若葉の右舷に衝突、更に弾みで艦尾が長波の左舷に接触した。損傷が酷かった若葉は艦隊を離脱し単独で帰投した。第二十一駆逐隊司令は若葉から島風に移乗して警戒隊の指揮をとり、初霜は補給隊に配され日本丸の護衛にあたることになった。

### キスカの奇跡
7月27日、第五艦隊司令長官は突入日を7月29日とした。しかし、7月28日のキスカ島周辺の気象状況は、途中で引き返した第一次作戦時と似たような状況だった。第五艦隊司令部はキスカ突入を決行するかどうか決めかねたが、最終的に突入に決した。これには、突入を主張した「多摩」艦長神重徳大佐の意見によるところが大きいとされる。
艦隊では突入の準備が急遽進められ、燃料補給を、敵機の哨戒圏外で待機していた随伴のタンカー(帝洋丸、栗田丸、日本丸)ではなく、阿武隈の艦艇用燃料を、限界まで(避退行動用と補給限度:残油量300トンだけを阿武隈に残し)各駆逐艦に補給した。
敵艦隊との遭遇を避けるために南西方向から直接突入せずにキスカ島を西側から迂回して島影に沿いつつ、7月29日午後0時に艦隊はキスカ湾に突入した。突入時に旗艦阿武隈が敵艦隊発見を報じ直ちに魚雷4本を発射、同じく島風も発射し全弾命中したが、目標は敵艦ではなく軍艦に似た形の島であったという（湾口にあった小キスカ島）。当時の霧がどれほど濃かったかを示すエピソードである。
艦隊は13時40分に投錨。この時キスカ湾内では一時的に霧が晴れる幸運があった。ただちに待ち構えていたキスカ島守備隊員約5,200名を大発のピストン輸送によりわずか55分という短時間で迅速に収容。この際使用済の大発は回収せずに自沈させ、陸軍兵士には持っている三八式歩兵銃を投棄させて身軽にしたことも収容時間の短縮に繋がった。守備隊全員を収容後、ただちに艦隊はキスカ湾を全速(7月
30日午前5時まで、速力28ノット)で離脱した。直後からまた深い霧に包まれ空襲圏外まで無事に離脱することができた。
戦闘詳報によれば、各艦の収容人数は以下のとおり。
- 阿武隈 1,202名
- 木曾 1,189名
- 夕雲 479名
- 風雲 478名
- 秋雲 463名
- 朝雲 476名
- 薄雲 478名
- 響 418名、合計5,183名

その日の夕刻、撤収部隊は浮上航行中のアメリカ海軍の潜水艦と近距離でばったり遭遇した。だが各艦とも上述の通り偽装工作をおこなっていたため米潜水艦は撤収部隊をアメリカ艦隊と誤認したらしく、両者とも素通りして行った。7月31日1722、北方部隊指揮官は全潜水艦の幌筵帰投を命じた。
撤収艦隊は7月31日から8月1日にかけて幌筵に全艦無事に帰投した。気象通報に出した潜水艦も8月2日から4日にかけて全艦無事帰投し、ここに戦史上極めて珍しい無傷での撤退作戦は完了する。

### アメリカ軍の動き

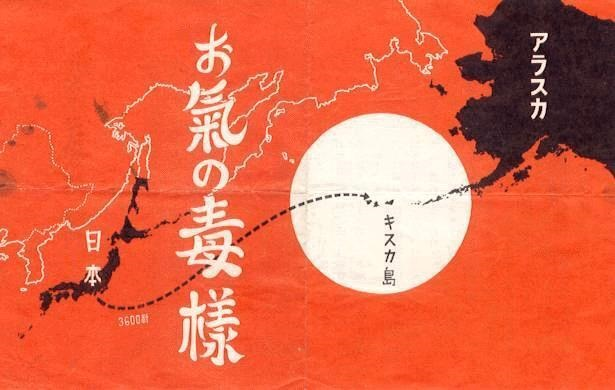
日本軍の士気を下げるためにアメリカ軍機により投下された伝単

アメリカ軍は1943年8月15日に予定したキスカ島上陸作戦に向けて着々と準備を進めており、戦艦ミシシッピー、アイダホの戦艦二隻と重巡洋艦4隻、軽巡洋艦1隻、駆逐艦9隻を中心とした艦隊で海上封鎖及びキスカ島砲撃を行っていた。
7月23日、アメリカ軍のカタリナ飛行艇がアッツ島南西200海里の地点で7隻の船をレーダー捕捉し、艦隊司令長官トーマス・C・キンケイド中将は日本艦隊とみて直ちに迎撃作戦に移り、戦艦ミシシッピー、アイダホと重巡洋艦ウィチタ、ポートランド、サンフランシスコからなる艦隊が出撃した。しかし、当時、この海域には日本艦船は存在しておらず、これは全くの事実誤認であった。
7月26日、濃霧の中ミシシッピーのレーダーが15海里の地点にエコーを捕捉した。アイダホ、ウィチタ、ポートランドの艦隊各艦からも同様の報告を得たキンケイド中将は直ちにレーダー射撃を開始させ、約40分後に反応は消失。しかし、不思議なことに重巡サンフランシスコと艦隊の全駆逐艦のレーダーにはこの戦いの最初から最後まで全く反応がなかった。これは現在ではレーダーの虚像による誤反応を日本艦隊と見間違えたという説が一般的であり、勿論日本軍にも全く損害は出ておらず、一方的にアメリカ軍が無駄弾をばら撒いただけであった。この際アメリカ軍が消費した砲弾は36センチ砲弾118発、20センチ砲弾487発に上ると言われている。
この誤認攻撃の状況に関して、米艦隊が打電した砲撃データの電文を日本艦隊は全て傍受しており、また平文で打電されていたために「アメリカ軍は同士討ちをやっている」と日本軍は思ったという。
7月28日（ケ号作戦実行日）、敵艦隊を撃滅したと確信したキンケイド中将は弾薬補給のため一時、艦隊を後退させる。この時、キンケイドはキスカ島に張り付けてあった哨戒用の駆逐艦まで率いて後退してしまった。
7月29日、周辺海域からアメリカ艦隊がいなくなっているとは知らずに、日本艦隊は突入し撤退を完了。
7月30日、日本軍守備隊が撤退したとは知らず、補給が終わったアメリカ軍は封鎖を再開した。
艦砲射撃と空襲により攻撃再開したアメリカ軍は、キスカ島を飛んできたパイロットより「航空部隊への対空砲撃、通信所の移転、小兵力移動」との報告を受け、更なる空襲を実施した。しかしこれら報告は、のちに「対空砲撃は空襲による爆炎を誤認、通信所は視界錯覚、小兵力はキツネ」であったと判明した。
8月15日、アメリカ軍は艦艇100隻余りを動員、兵力約34,000名をもってキスカ島に上陸した。艦隊による十分な艦砲射撃を行った後で濃霧の中一斉に上陸を開始したアメリカ軍は、最早、存在しない日本軍兵士との戦闘に備えて極度に緊張した状態で進軍したため、各所で同士討ちが発生した。死者約100名、負傷者数十名を出してキスカ島攻略を完了した。上陸したアメリカ軍が島で得たものは、遺棄された数少ない軍需品と、日本軍が救助船に乗せきれず置き去りにした4頭のシェパードだけだったという。
アメリカの戦史家サミュエル・エリオット・モリソンは『アメリカ海軍作戦史』で「史上最大の最も実戦的な上陸演習であった」と皮肉っている。

## 日本軍による米軍への「置き土産」
日本軍の軍医は、上陸するであろう米軍への悪戯として『ペスト患者収容所』と書かれた立て看板を、兵舎前に残して去った。通訳士官として従軍していたドナルド・キーンが、これを翻訳すると、上陸部隊は一時パニック状態に陥り、大量のペスト用血清を要請する電文が、サンフランシスコに向けて急遽打たれた。
地下司令部には、星条旗で仕立てた座布団がテーブルの周りに敷かれ、黒板には「おまえたちは、ルーズヴェルトの馬鹿げた命令に踊らされている」と書かれていた。
また、日本によるキスカ島占領中に撃墜された米軍爆撃機のパイロットたちの遺体は丁重に葬られており、木製の墓標に"Sleeping here, a brave air-hero who lost youth and happiness for his Mother land. July 25 Nippon Army"（祖国のため青春と幸せを失った空の勇士、ここに眠る。7月25日 日本陸軍）と英文で記されていた。

## 評価
昭和天皇は、キスカ島撤退作戦の成功を受けて以下の所見を述べた。
この作戦は、玉砕を強いて無慈悲に兵を見捨てる軍上層部が、例外的に救援を優先したかのように取り上げられることが多い。たとえば、同時期より少し以前に行われたガダルカナル撤収作戦（作戦名は同じくケ号作戦であるが「捲土重来」のケ）等に関しても海軍は非常に消極的であった。実際、この作戦自体が5月20日の大本営におけるアリューシャン方面の対策会議（この会議でアリューシャン方面の放棄が決定）で、陸軍が求めていたアッツ島の救援を断念する代わりに海軍はキスカ島だけは何としても救援する、という陸海軍間での妥協の産物であった。
救出艦隊の指揮を執った木村少将の戦術指揮には高い評価が与えられている。特に1度目の出撃で天候に利が無いと見て、各艦長の突入要請を蹴って反転帰投を決断したことが焦点となる。当時の海軍の状況は切迫しており、戦力として貴重な艦艇を無駄に動かす結果になることや、欠乏していた燃料を浪費してしまうこと、またそれによる上層部や各所からの批判なども当然予想されることであった。また、近年の研究で木村少将が総合的な判断から収容時間が1時間が限界で、兵士収容作戦を迅速に完了させるべく、陸軍側に全ての兵器の海中投棄を求めた際、アッツ・キスカ方面の陸軍守備隊司令官を務めていた樋口季一郎が大本営並びに陸軍省上層部に決裁を仰がず独断を以て承認した。キスカ撤収作戦後、この一件を知った陸軍上層部から海軍に対する抗議がなされることになったが、樋口は欧州に大使付き駐在武官として赴任していた経験から、人命第一だと抗弁していたことが判っており、木村、樋口というふたりの陸海軍現地司令官の決断力も作戦遂行に際して重要な鍵を持つこととなった。